# كليفتون شينييه
كليفتون شينييه Clifton Chenier (25 يونيو 1925 – ومات في 12 ديسمبر 1987) عازف أكورديون وموسيقي أمريكي.  
كان من أبرز العازفين لموسيقى الزايديكو والموسيقى الكريولية، بتلوينات من موسيقى البلوز والجاز.
كما كان من أبرز العازفين للأكورديون وفاز بجائزة غرامي في عام 1983. كما أدرج اسمه في قاعة مشاهير البلوز في عام 1989، وقاعة مشاهير موسيقى لوزياينا في عام 2011. وفي عام 2014 حصل على جائزة غرامي لإنجاز الحياة. 
وكان يلقب بملك الزايديكو. 

## روابط خارجية
- كليفتون شينييه على موقع IMDb (الإنجليزية)
- كليفتون شينييه على موقع الموسوعة البريطانية (الإنجليزية)
- كليفتون شينييه على موقع ميوزك برينز (الإنجليزية)
- كليفتون شينييه على موقع ميوزك برينز (الإنجليزية)
- كليفتون شينييه على موقع أول ميوزيك (الإنجليزية)
- كليفتون شينييه على موقع ديسكوغز (الإنجليزية)
- كليفتون شينييه على موقع قاعدة بيانات الفيلم (الإنجليزية)